# سيسرت
سيسرت (بالروسية: Сысерть) هي إحدى مدن روسيا في الكيان الفدرالي الروسي سفيردلوفسك أوبلاست.